# آلفونسوی سوم، پادشاه آراگون
آلفونسو سوم آراگون (انگلیسی: Alfonso III of Aragon؛ ۴ نوامبر ۱۲۶۵ – ۱۸ ژوئن ۱۲۹۱ (aged 25))پادشاه آراگون در اسپانیا بود. وی به آزاد معروف بود. وی پادشاه آراگون و کنت بارسلونا بود. او پادشاهی مایورکا را مسخر نمود.